# Stefan Čupić
Stefan Čupić (in serbo Стефан Чупић?; Niš, 7 maggio 1994) è un calciatore serbo, portiere svincolato.

## Carriera

### Club
Cresciuto nelle giovanili del Radnički Niš, è entrato poi a far parte di quelle dell'OFK Belgrado. È stato successivamente ingaggiato dal Novi Sad, per far poi ritorno all'OFK Belgrado che lo ha ceduto in prestito, nell'ordine, allo Sloga Temerin, al Sutjeska Foča, al Veternik ed al Dorćol.
Tornato poi all'OFK Belgrado, in data 6 aprile 2013 ha esordito nella SuperLiga, schierato titolare nel pareggio casalingo per 1-1 contro lo Javor Ivanjica. Successivamente, ha militato nella Dinamo Pančevo con la formula del prestito.
Tornato all'OFK Belgrado, ne ha difeso i pali della porta per due stagioni, nella massima divisione locale. In vista del campionato 2016-2017, è stato ceduto al Bačka B. Palanka in prestito. Il 20 gennaio 2017, i norvegesi del Sarpsborg 08 hanno reso noto d'aver ingaggiato Čupić a titolo definitivo, con il serbo che si è legato al nuovo club con un accordo biennale.
Il 10 febbraio 2018 ha fatto ritorno in Serbia, per giocare nel Voždovac: ha firmato un contratto valido per i successivi due anni e mezzo. Il 10 agosto rescinde il contratto.
Il 12 gennaio 2019 torna a giocare dopo 5 mesi nell'Ararat-Armenia.

### Nazionale
Čupić ha rappresentato la Serbia a livello Under-17, Under-18, Under-19, Under-21 e Under-23. Con la formazione Under-19 si è laureato campione d'Europa di categoria nel 2013. Il 7 ottobre 2015 ha disputato la prima partita nelle qualificazioni al campionato europeo Under-21, schierato titolare nella vittoria per 5-0 su Andorra.

## Palmarès

### Competizioni nazionali
- Campionato armeno: 2

Ararat-Armenia: 2018-2019, 2019-2020
- Supercoppa d'Armenia: 1

Ararat-Armenia: 2019
- Campionato gibilterriano: 1

Lincoln Red Imps: 2024-2025